# Кусимовский сельсовет
Кусимовский сельсове́т — упразднённое в 2008 году сельское поселение в составе Абзелиловского района. Объединен с сельским поселением Ташбулатовский сельсовет. Административный центр — село Кусимовского Рудника.
Почтовый индекс — 453613. Код ОКАТО — 80201829000.

## Состав сельсовета (сельского поселения)
| № | Населённый пункт     | Тип населённого пункта       | Население |
| - | -------------------- | ---------------------------- | --------- |
| 1 | Кусимовского Рудника | село, административный центр | ↗342      |
| 2 | Якты-Куль            | деревня                      | ↘418      |
| 3 | Геологоразведка      | деревня                      | ↗350      |
| 4 | Зелёная Поляна       | деревня                      | ↗136      |

## История
Закон Республики Башкортостан от 19.11.2008 N 49-з «Об изменениях в административно-территориальном устройстве Республики Башкортостан в связи с объединением отдельных сельсоветов и передачей населённых пунктов», ст.1 гласил:
 "Внести следующие изменения в административно-территориальное устройство Республики Башкортостан:
 1) по Абзелиловскому району:

объединить Ташбулатовский и Кусимовский сельсоветы с сохранением наименования «Ташбулатовский» с административным центром в селе Ташбулатово.
Включить село Кусимовского рудника, деревни Геологоразведка, Зелёная Поляна, Якты-Куль Кусимовского сельсовета в состав Ташбулатовского сельсовета.

Утвердить границы Ташбулатовского сельсовета согласно представленной схематической карте.

Исключить из учётных данных Кусимовский сельсовет;
Граничил с муниципальными образованиями: Бурангуловский сельсовет, Таштимеровский сельсовет, Ташбулатовский сельсовет, находился на смежной точке границ Абзелиловского и Белорецкого района (Закон Республики Башкортостан от 17.12.2004 N 126-з (ред. от 16.07.2008) «О границах, статусе и административных центрах муниципальных образований в Республике Башкортостан» (Принят Государственным Собранием — Курултаем — РБ 16.12.2004).

## Природа
В сельсовете крупные озера Яктыкуль, Сабакты.